# Малкольм Макговен
Малькольм Макговен  (англ. Malcolm McGowan, 24 жовтня 1955) — британський веслувальник, олімпійський медаліст.
Народився в Лондоні в 1955 році та навчався в школі Емануель (англ. Emanuel School).
У 1980 році він був членом екіпажу британського човна, який завоював срібну медаль у вісімках.  У 1981 році він завоював срібну медаль на Чемпіонаті світу з веслування у Мюнхені. Він зайняв п'яте місце у британській вісімці на Олімпійських іграх 1984 року.

## Виступи на Олімпіадах
| Олімпіада         | Дисципліна                     | Місце |
| ----------------- | ------------------------------ | ----- |
| Москва 1980       | вісімка розстібна зі стерновим | 2     |
| Лос-Анджелес 1984 | вісімка розстібна зі стерновим | 5     |